# Liste der denkmalgeschützten Objekte in Poleň
Grundlage dieser Liste der denkmalgeschützten Objekte in Poleň ist die ÚSKP-Liste (Ústřední seznam kulturních památek České republiky, deutsch Zentrale Liste der Kulturdenkmäler der Tschechischen Republik), die von der tschechischen Denkmalschutzbehörde NPÚ (Národní památkový ústav, deutsch Nationale Denkmalbehörde) seit 1987 geführt wird und an die seit dem Jahr 1850 geschaffenen Listen anschließt.

## Denkmalgeschützte Objekte nach Ortsteilen

### Poleň
| Lage                       | Objekt                                                       | Beschreibung | ÚSKP-Nr.                  | Bild                           |
| -------------------------- | ------------------------------------------------------------ | --- | ------------------------- | ------------------------------ |
| Poleň, Friedhof (Standort) | Friedhofskapelle St. Salvator                                | Eine gemauerte Friedhofskapelle mit einem quadratischen Grundriss mit einem Schindeldach und einem Glockenturm an der Spitze. Die Fassaden sind durch Eckpilaster mit Kapitellen unterteilt. Sakraler Barockbau aus dem Jahr 1789 in einem Friedhof mit Mauer.                           | 47283/4-3247 Info Katalog | weitere Bilder                 |
| Poleň, Poleň 12 (Standort) | Haus Nr. 12                                                  | Landhaus aus Backstein im Erdgeschoss mit Wirtschaftsgebäuden, Balkon, Galerie unter überhängendem Dach. Beispiel der Volksarchitektur vom Anfang des 19. Jahrhunderts. | 45620/4-3248 Info Katalog | Haus Nr. 12                    |
| Poleň, Poleň 29 (Standort) | Pfarrhaus                                                    | Pfarrhaus im Erdgeschoss aus dem ersten Drittel des 20. Jahrhunderts, Elemente des Klassizismus. Im intakten erhaltenen Innenraum gibt es eine Vielzahl von Tischlerelementen, im Untergeschoss ein gotisches Portal. Die Räumlichkeiten umfassen einen Bauernhof und einen Pfarrgarten. | 100557 Info Katalog       | weitere Bilder                 |
| Poleň (Standort)           | Allerheiligenkirche mit den Ruinen der St.-Margareten-Kirche | Ensemble mit 2 gotischen Sakralbauten aus der Mitte des 14. Jahrhunderts. Allerheiligenkirche in anderen Bauphasen rekonstruiert, zuletzt barock. Ruinen der ehemaligen Kirche St. Margareten, Randmauerwerk mit gotischen Gewölben erhalten.                                            | 14303/4-3246 Info Katalog | weitere Bilder                 |
| Poleň, Poleň 35 (Standort) | Gehöft Nr. 35                                                | Landhaus mit gemauertem Wohnhaus und zugehörigem Wirtschaftsgebäude. Die dreiachsige Fassade des Wohnhauses gipfelt in einem barocken Giebel. Beispiel der Volksarchitektur der ersten Hälfte des 19. Jahrhunderts.                                                                      | 17184/4-3250 Info Katalog | Gehöft Nr. 35                  |
| Poleň, Poleň 13 (Standort) | Hof Nr. 13 – ehemalige Festung                               | Großer Hof mit Wohnhaus, gegenüberliegendem Stall und Scheune am Ende des Hofes. Die Überreste der 1592 erstmals erwähnten kleinen Renaissancefestung, die zu Beginn des 18. Jahrhunderts verlassen wurde, sind im Untergeschoss erhalten geblieben.                                     | 26103/4-3249 Info Katalog | Hof Nr. 13 – ehemalige Festung |

### Poleňka
| Lage                               | Objekt              | Beschreibung | ÚSKP-Nr.                  | Bild                |
| ---------------------------------- | ------------------- | --- | ------------------------- | ------------------- |
| Poleňka, Poleňka 4 a 17 (Standort) | Gehöft Nr. 4 und 17 | Gehöft aus dem frühen 19. Jahrhundert. Barockes Wohnhaus und einem gegenüberliegender gemauerter Getreidespeicher in Giebelausrichtung. Hinter dem Wohnhaus befindet sich ein zweigeschossiger, mit Brettern versehener Heuboden, dessen Hof von einer gemauerten Scheune (ohne Denkmalschutz) abgeschlossen ist. Wohngebäude unsachgemäß erneuert. | 26730/4-3254 Info Katalog | Gehöft Nr. 4 und 17 |

### Pušperk
| Lage                                              | Objekt         | Beschreibung                                                                                             | ÚSKP-Nr.                  | Bild           |
| ------------------------------------------------- | -------------- | --- | ------------------------- | -------------- |
| Pušperk, 4,5 km nordwestlich von Poleň (Standort) | Hrádek Pušperk | Überreste der Burg mit massiven Befestigungsanlagen und Wassergraben in landschaftlich bedeutender Lage. | 45525/4-3252 Info Katalog | weitere Bilder |